# Grevillea pritzelii
Grevillea pritzelii är en tvåhjärtbladig växtart som beskrevs av Friedrich Ludwig Diels och Diels & Pritz.. Grevillea pritzelii ingår i släktet Grevillea och familjen Proteaceae. Inga underarter finns listade i Catalogue of Life.